# Kaushik Basu

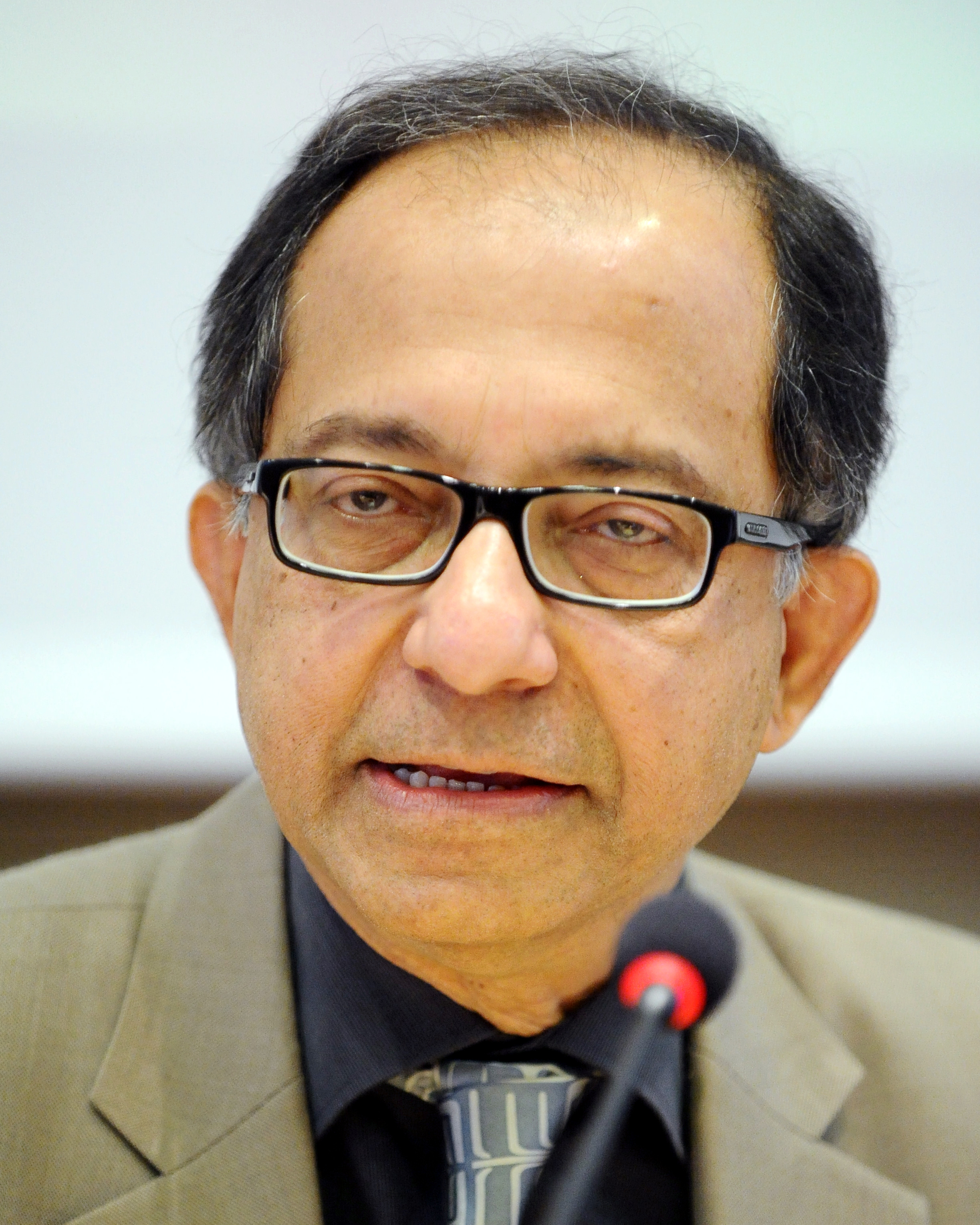
Kaushik Basu (2013)

Kaushik Basu (* 9. Januar 1952 in Kalkutta, Westbengalen) ist ein indischer Ökonom, der von 2012 bis 2016 Chefökonom der Weltbank war.  Er ist Professor für Internationale Studien und Professor für Wirtschaftswissenschaften an der Cornell University und begann im Juni 2017 eine dreijährige Amtszeit als Präsident der International Economic Association. Von 2009 bis 2012 war er der oberste Wirtschaftsberater der indischen Regierung.

## Leben
Kaushik Basu wurde in Kalkutta (Indien) geboren und wurde an der St. Xavier’s Collegiate School in Kalkutta ausgebildet, einer katholischen Privatschule. Er war zuerst an Physik interessiert, entschloss sich jedoch Ökonom zu werden. 1969 zog er nach Delhi, um am St. Stephen’s College sein Studium in Wirtschaftswissenschaften (Honours) zu absolvieren. Nach seinem Masterabschluss promovierte er von 1974 bis 1976 an der London School of Economics.  An der Universität wurde er stark von den ökonomische Theorien von Amartya Sen beeinflusst.
Nachdem Basu promoviert hatte, hielt er für kurze Zeit Vorlesungen an der University of Reading und kehrte 1977 nach Indien zurück, wo er als Wirtschaftswissenschaftler und später als Professor für Wirtschaftswissenschaften an der Delhi School of Economics tätig war. Im Laufe der Jahre hatte Basu Gastprofessuren am Massachusetts Institute of Technology, der Harvard University, am Institute for Advanced Study in Princeton (New Jersey), an der Katholischen Universität in Löwen (Louvain-la-Neuve) in Belgien und an der London School of Economics, an der er 1993 ein ausgezeichneter Gast war. Außerdem war er Gastwissenschaftler am Indian Statistical Institute, einer öffentlichen Universität in Kalkutta. 1992 gründete er das Center for Development Economics an der Delhi School of Economics und war bis 1996 der erste Exekutivdirektor. Von 2006 bis 2009 war er Direktor des Center for Analytic Economics und gleichzeitig Vorsitzender der Wirtschaftswissenschaftlichen Fakultät der Cornell University.
Ab 2009 war er Berater der indischen Regierung während der Amtszeit von Manmohan Singh. Am 5. September 2012 wurde er zum Chefökonom der Weltbank ernannt. Während seiner Tätigkeit bei der Weltbank lehrte Basu an der George Washington University in Washington, D.C. über die Spieltheorie.  Seit 2017 ist er Präsident der International Economic Association.
Basu ist der Autor mehrerer Bücher über Wirtschaftswissenschaften. Er schreibt derzeit monatliche Kolumnen für Project Syndicate.

## Persönliches
Kaushik Basu glaubt, dass gute moralische Eigenschaften für Wachstum und Entwicklung in der Wirtschaft unerlässlich sind. Ehrlichkeit, Vertrauenswürdigkeit und Integrität sind wichtige Eigenschaften, die für die persönliche Entwicklung des Einzelnen und für die Gesellschaft mit einbezogen werden müssen. Basu sieht auch das Bedürfnis, Qualitätsdenken in der Regierungsarbeit und der öffentlichen Debatte zu fördern.
Kaushik Basu ist mit Alaka Malwade Basu verheiratet, einer Professorin der Cornell University. Er hat zwei Kinder. Basu ist seit 2008 Träger des Padma Bhushan, dem dritthöchsten indischen Zivilorden.

## Werke
- An Economist in the Real World: The Art of Policymaking in India. MIT Press, Cambridge 2015, ISBN 978-0-262-02962-9.